# 연애세포 시즌 1
《연애세포 시즌 1》는 2014년 11월 2일부터 2014년 11월 20일까지 네이버TV에서 공개된 웹드라마이다.

## 등장 인물
- 김유정 : 네비 역
- 박선호 : 마대충 역
- 남지현 : 서린 역
- 백성현 : 천지운 역
- 김우빈
- 유다미

## 회차별 부제
| 2014년 | 2014년      | 2014년 |
| 회차   | 업로드 일자 | 부제   |
| ------ | ----------- | ------ |
| 1화    | 11월 2일    | 만남   |
| 2화    | 11월 2일    | 인연   |
| 3화    | 11월 2일    | 운명   |
| 4화    | 11월 5일    | 손길   |
| 5화    | 11월 6일    | 오해   |
| 6화    | 11월 9일    | 취향   |
| 7화    | 11월 10일   | 노래   |
| 8화    | 11월 11일   | 희생   |
| 9화    | 11월 12일   | 후회   |
| 10화   | 11월 13일   | 선택   |
| 11화   | 11월 16일   | 용기   |
| 12화   | 11월 17일   | 인내   |
| 13화   | 11월 18일   | 비밀   |
| 14화   | 11월 19일   | 고백   |
| 15화   | 11월 20일   | 꿈     |